# Celtic Fantasy – School of Irish dance
Celtic Fantasy – School of Irish dance, prva je i jedina plesna škola u Hrvatskoj, koju je specijalizirala i licenciral najstarija irska plesna organizacija (CLRG) za irske tradicionalne i moderne plesove (irski step odn. Irish dance, Sean-nos, Ceili i Set plesove). 
Osnovana je i djeluje od 2009. godine u Zagrebu a vode ju plesni učitelji hrvatskog podrijetla kojima je, od samog početka, cilj da što više djece i odraslih u Hrvatskoj, BIH te ostalim državama, u kojima za sada još ne postoje plesne škole poput ove, upozna i aktivno ili rekreativno, uključi sve dobne skupine u programe u kojima će upoznati ljepote irskog plesa i glazbe, ljubitelje irske kulture, proširiti krug prijatelja, putovati s njima i zabavljati se onako kako se zabavljaju veseli Irci.
U svoje programe uključuje djecu, mlade i odrasle te nema ograničenu dob za upis, naprotiv nudi i prilagođava programe sukladno interesima. Kroz desetljeće rada, sudjelovala je na brojnim manifestacijama, festivalima, i mnogim drugim događanjima, bilo u društvene ili humanitarne svrhe. U nekoliko navrata, nastupala je na nacionalnoj televiziji iz razno raznih povoda od kojih bi posebno odvojili nastup na dodjeli nagrada ‘’Ponos Hrvatske’’ na kojem je nastupala bez ikakve naknade. 
Škola je također vrlo uspješno organizirala i izvela plesne predstave (svoje autorske projekte) diljem Hrvatske, no najponosnija je na zagrebačku izvedbu predstave Smaragdno putovanje koja je bila organizirana u humanitarne svrhe kako bi se prikupila novčana sredstva za liječenje jedne djevojčice oboljele od leukemije. Godine 2014. šalje prve plesače iz Hrvatske koji ju predstavljaju na međunarodnom specijaliziranom natjecanju u irskom stepu, tzv. Feis natjecanju, i predstavili su ju u punom sjaju vrativši se u Hrvatsku s nekoliko zlatnih odličja. Od tada svake godine ponavljaju i nižu uspjehe i odličja.

## Vanjske poveznice
- Celtic Fantasy